# Kevin Reynolds
Kevin Reynolds (Waco, 17 gennaio 1952) è un regista e sceneggiatore statunitense.

## Biografia
Kevin Reynolds è il figlio di Herbert Reynold, il presidente e rettore della Baylor University. Ha studiato nell'università presieduta da suo padre ed ha conseguito un bachelor in telecomunicazioni, in seguito frequentò la facoltà di legge della stessa università conseguendo la laurea. Superò l'esame di stato del Texas per esercitare la professione legale, cosa che fece negli anni settanta ad Austin. Insoddisfatto dal suo lavoro frequentò la USC School of Cinema-Television. Reynolds cominciò la carriera scrivendo il film Alba rossa nel 1984, l'anno successivo ottenne da Steven Spielberg i fondi con cui realizzò il suo primo film da regista: Fandango interpretato da Kevin Costner, con questo lavoro Reynolds ottenne buone critiche.
Dopo queste buone recensioni venne chiamato a dirigere un episodio della serie tv Amazing Stories. In seguito a questo lavoro iniziò una proficua collaborazione con Kevin Costner che si protrasse per i successivi film Robin Hood - Principe dei ladri e Waterworld. In mezzo a questi ultimi due lavori portò sul grande schermo un progetto molto ambizioso: Rapa-Nui, ambientato nell'Isola di Pasqua in cui incontrò nuovamente Kevin Costner in veste di produttore, Reynolds diresse il film e scrisse il soggetto, ma lasciò la sceneggiatura a Tim Rose Price. Nel 2006 diresse Tristano & Isotta, non riscuotendo tuttavia un grande successo. A distanza di dieci anni è ritornato alla regia con la pellicola Risorto, incentrata sulla resurrezione di Gesù, con Joseph Fiennes e Tom Felton.

## Filmografia

### Regista

#### Cinema
- Fandango (1985)
- Belva di guerra (The Beast) (1988)
- Robin Hood - Principe dei ladri (Robin Hood: Prince of Thieves) (1991)
- Rapa-Nui (1994)
- Waterworld (1995)
- Codice omicidio 187 (One Eight Seven) (1997)
- Montecristo (The Count of Monte Cristo) (2002)
- Tristano & Isotta (Tristan & Isolde) (2006)
- Risorto (Risen) (2016)

#### Televisione
- Hatfields & McCoys – miniserie TV (2012)

### Sceneggiatore
- Alba rossa (Red Dawn), regia di John Milius (1984)
- Fandango, regia di Kevin Reynolds (1985)
- Rapa-Nui, regia di Kevin Reynolds (1994)
- Risorto (Risen), regia di Kevin Reynolds (2016)